# Глинковка
Глинковка — деревня в Юргинском районе Кемеровской области России. Входит в состав Арлюкского сельского поселения.

## География
Деревня находится в северо-западной части области, на правом берегу реки Гохали, на расстоянии примерно 30 километров (по прямой) к югу от районного центра города Юрга. Абсолютная высота — 249 метров над уровнем моря.
Часовой пояс
Деревня Глинковка, как и вся Кемеровская область, находится в часовой зоне МСК+4. Смещение применяемого времени относительно UTC составляет +7:00.

## История
Посёлок Глинковский был основан в 1911 году. По данным 1926 года имелось 32 хозяйства и проживало 232 человека (в основном — русские). В административном отношении населённый пункт являлся центром Глинковского сельсовета Юргинского района Томского округа Сибирского края.

## Население
| 2010 |
| ---- |
| 7    |

Половой состав
По данным Всероссийской переписи населения 2010 года в гендерной структуре населения мужчины составляли 14,3 %, женщины — соответственно 85,7 %.
Национальный состав
Согласно результатам переписи 2002 года, в национальной структуре населения русские составляли 100 % из 9 чел.

## Улицы
Уличная сеть деревни состоит из улицы Дачная и улицы Привокзальная.